# Edward Burns
Edward Fitzgerald Burns (New York, 29 gennaio 1968) è un attore, regista, sceneggiatore, produttore cinematografico e produttore televisivo statunitense.

## Biografia
Burns nasce a Woodside, un quartiere del Queens (New York), il 29 gennaio del 1968 in una famiglia di religione cattolica e d'origini per tre quarti irlandesi ed un quarto svedesi, secondogenito dei tre figli di Edward J. Burns, un addetto alle pubbliche relazioni, in passato ufficiale di polizia, e di Molly McKenna, l'amministratrice d'un ente federale. Cresce a Valley Stream, sull'isola di Long Island (nello stato di New York), e, dopo essersi diplomato presso il George W. Hewlett High School, frequenta l'università presso i college dell'Università statale di New York ad Oneonta (SUNY Oneonta) ed Albany (SUNY Albany), prima d'assecondare la propria cinefilia e mettersi a studiare regia presso l'Hunter College di New York. Realizza alcuni cortometraggi e il mediometraggio Brandy presentato nel 1992 all'Independent Feature Film Market.

Nel 1995 dirige il suo primo lungometraggio I fratelli McMullen, del quale è sceneggiatore e attore protagonista. Il film girato in 16mm, è costato solo 25.000 dollari e finanziato grazie all'aiuto di amici e parenti. Grazie all'incontro con Robert Redford, Burns ha la possibilità di presentare il suo film al Sundance Film Festival e Redford colpito dal suo lavoro decide di produrre i suoi successivi lavori. Nel 1996 realizza Il senso dell'amore. Debutta come attore in un film non suo, Salvate il soldato Ryan di Steven Spielberg, seguito da 15 minuti - Follia omicida a New York.
Nel 2001 dirige ed interpreta I marciapiedi di New York e presenta il proprio cortometraggio Lovely day al Concerto per New York City. Successivamente recita in Una vita quasi perfetta con Angelina Jolie, Confidence - La truffa perfetta con Dustin Hoffman e L'amore non va in vacanza di Nancy Meyers. Nel 2005 è guest star in 3 episodi di Will & Grace, nel ruolo di Nick, spasimante di Grace Adler. Tra il 2006 e il 2007 è stato ospite della serie tv Entourage, dove ha interpretato se stesso. Nel 2007 dirige Purple Violets, primo film ad essere distribuito digitalmente per iTunes Store gestito dalla Apple. Nel 2008 recita nel film horror Chiamata senza risposta, remake statunitense del film giapponese The Call - Non rispondere e nella commedia romantica 27 volte in bianco.
È creatore ed autore, assieme a Jimmy Palmiotti, del fumetto Dock Walloper, disegnato da Siju Thomas e ambientato nella New York degli anni venti. Nel 2015 crea per il network TNT la serie televisiva Public Morals, di cui è anche protagonista, sceneggiatore, regista e produttore esecutivo.

### Vita privata
Burns, che si dichiara cattolico ed è alto 1,85 m, ha una sorella maggiore, Mary, e un fratello minore, Brian, anche lui attore e regista, con il quale ha fondato la casa di produzione "Irish Twins Productions".
Dopo un flirt con Heather Graham, nel giugno 2003 sposa la modella Christy Turlington. La coppia ha una figlia, Grace, nata il 25 ottobre 2003, e un figlio, Finn, nato l'11 febbraio 2006.

## Filmografia

### Attore

#### Cinema
- I fratelli McMullen (The Brothers McMullen), regia di Edward Burns (1995)
- Il senso dell'amore (She's the One), regia di Edward Burns (1996)
- No Looking Back, regia di Edward Burns (1998)
- Salvate il soldato Ryan (Saving Private Ryan), regia di Steven Spielberg (1998)
- 15 minuti - Follia omicida a New York (15 Minutes), regia di John Herzfeld (2001)
- I marciapiedi di New York (Sidewalks of New York), regia di Edward Burns (2001)
- Una vita quasi perfetta (Life or Something Like It), regia di Stephen Herek (2002)
- Ash Wednesday, regia di Edward Burns (2002)
- Confidence - La truffa perfetta (Confidence), regia di James Foley (2003)
- Looking for Kitty, regia di Edward Burns (2004)
- The Breakup Artist, regia di Vincent Rubino (2004)
- Il risveglio del tuono (A Sound of Thunder), regia di Peter Hyams (2005)
- The River King, regia di Nick Willing (2005)
- Fuga dal matrimonio (The Groomsmen), regia di Edward Burns (2006)
- L'amore non va in vacanza (The Holiday), regia di Nancy Meyers (2006)
- Purple Violets, regia di Edward Burns (2007)
- Chiamata senza risposta (One Missed Call), regia di Eric Valette (2007)
- 27 volte in bianco (27 Dresses), regia di Anne Fletcher (2008)
- Echelon Conspiracy - Il dono (Echelon Conspiracy), regia di Greg Marcks (2009)
- Nice Guy Johnny, regia di Edward Burns (2010)
- Newlyweds, regia di Edward Burns (2011)
- Friends with Kids, regia di Jennifer Westfeldt (2011)
- 40 carati (Man on a Ledge), regia di Asger Leth (2012)
- The Fitzgerald Family Christmas, regia di Edward Burns (2012)
- Alex Cross - La memoria del killer (Alex Cross), regia di Rob Cohen (2012)
- Summertime, regia di Edward Burns (2018)
- Beneath the Blue Suburban Skies, regia di Edward Burns (2019)

#### Televisione
- Will & Grace – serie TV, 3 episodi (2005)
- Entourage – serie TV, 4 episodi (2006-2009)
- Mob City – serie TV, 5 episodi (2013)
- Louie – serie TV, 1 episodio (2014)
- Public Morals – serie TV, 10 episodi (2015)
- Storie incredibili (Amazing Stories) – serie TV, episodio 1x05 (2020)

### Regista

#### Lungometraggi
- I fratelli McMullen (The Brothers McMullen, 1995)
- Il senso dell'amore (She's the One, 1996)
- No Looking Back (1998)
- I marciapiedi di New York (Sidewalks of New York, 2001)
- Ash Wednesday (2002)
- Looking for Kitty (2004)
- Fuga dal matrimonio (The Groomsmen, 2006)
- Purple Violets (2007)
- Nice Guy Johnny (2010)
- Newlyweds (2011)
- The Fitzgerald Family Christmas (2012)
- Summertime (2018)
- Beneath the Blue Suburban Skies (2019)
- Millers in Marriage (2024)

#### Cortometraggi
- Lovely day (2001), presentato al Concerto per New York City

#### Serie televisive
- Public Morals – serie TV, 10 episodi (2015)

### Sceneggiatore
- I fratelli McMullen, regia di Edward Burns (The Brothers McMullen, 1995)
- Il senso dell'amore, regia di Edward Burns (She's the One, 1996)
- No Looking Back, regia di Edward Burns (1998)
- I marciapiedi di New York, regia di Edward Burns (Sidewalks of New York, 2001)
- Lovely Day (2001), cortometraggio presentato al Concerto per New York City
- Ash Wednesday, regia di Edward Burns (2002)
- Looking for Kitty, regia di Edward Burns (2004)
- Il volo della fenice, regia di John Moore (Flight of the Phoenix, 2004)
- Fuga dal matrimonio, regia di Edward Burns (The Groomsmen, 2006)
- Purple Violets, regia di Edward Burns (2007)
- Nice Guy Johnny, regia di Edward Burns (2010)
- Newlyweds, regia di Edward Burns (2011)
- The Fitzgerald Family Christmas, regia di Edward Burns (2012)
- Public Morals – serie TV, 10 episodi (2015)
- Summertime, regia di Edward Burns (2018)
- Beneath the Blue Suburban Skies, regia di Edward Burns (2019)

### Produttore
- I fratelli McMullen, regia di Edward Burns (The Brothers McMullen, 1995)
- Il senso dell'amore, regia di Edward Burns (She's the One, 1996)
- I marciapiedi di New York, regia di Edward Burns (Sidewalks of New York, 2001)
- Ash Wednesday, regia di Edward Burns (2002)
- Fuga dal matrimonio, regia di Edward Burns (The Groomsmen, 2006)
- Purple Violets, regia di Edward Burns (2007)
- Nice Guy Johnny, regia di Edward Burns (2010)
- Newlyweds, regia di Edward Burns (2011)
- The Fitzgerald Family Christmas, regia di Edward Burns (2012)
- Public Morals – serie TV, 10 episodi (2015)
- Summertime, regia di Edward Burns (2018)
- Beneath the Blue Suburban Skies, regia di Edward Burns (2019)

## Doppiatori italiani
Nelle versioni in italiano delle opere in cui ha recitato, Edward Burns è stato doppiato da:
- Fabio Boccanera in Una vita quasi perfetta, Confidence - La truffa perfetta, Chiamata senza risposta
- Roberto Certomà ne Il risveglio del tuono, Friends with Kids, 40 carati
- Christian Iansante ne I fratelli McMullen, Purple Violets, 27 volte in bianco
- Riccardo Rossi ne I marciapiedi di New York, Echelon Conspiracy - Il dono
- Loris Loddi ne Il senso dell'amore
- Corrado Conforti in Salvate il soldato Ryan
- Stefano Crescentini in 15 minuti - Follia omicida a New York
- Alberto Bognanni in Entourage
- Franco Mannella in L'amore non va in vacanza
- Francesco Bulckaen in Will & Grace
- Francesco Prando in Fuga dal matrimonio
- Tony Sansone in The River King
- Francesco Pezzulli in Alex Cross - La memoria del killer
- Carlo Petruccetti in Storie incredibili
- Luciano Palermi in Una vita quasi perfetta (ridoppiaggio)